# NGC 5276
NGC 5276 је спирална галаксија у сазвежђу Ловачки пси која се налази на NGC листи објеката дубоког неба.
Деклинација објекта је + 35° 37' 27" а ректасцензија 13h 42m 21,9s. Привидна величина (магнитуда) објекта NGC 5276 износи 13,9 а фотографска магнитуда 14,7. NGC 5276 је још познат и под ознакама UGC 8680, MCG 6-30-74, CGCG 190-43, IRAS 13400+3553, KUG 1340+358, KCPG 391B, PGC 48542.